# Kokaku
Kokaku  (光格天皇, Kokaku-tennō), född 1771, död 1840, var regerande kejsare av Japan mellan 1780 och 1817. 